# Рафаил (фрегат, 1828)
«Рафаи́л» («Архангел Рафаи́л») — 36-пушечный фрегат Черноморского флота России, печально известный тем, что без боя сдался турецкой эскадре во время войны 1828—1829 годов. Командирами фрегата были Ф. А. Юрьев (1828) и С. М. Стройников (1829).
Был одним из восьми парусных кораблей Российского императорского флота, носивших это наименование. Также в составе Балтийского флота несли службу одноимённые парусные линейные корабли 1713, 1724, 1745, 1758 и 1802 годов постройки, а также парусный фрегат 1791 года постройки, а в составе Каспийской флотилии — одноимённый гекбот 1745 года постройки.

## История фрегата
Фрегат «Рафаил» был заложен в Севастопольском адмиралтействе 20 апреля 1825 года и через три года, 8 мая 1828, он был спущен на воду и включён в состав Черноморского флота.
В мае 1828 года в составе эскадры вице-адмирала Ф. Ф. Мессера «Рафаил» вышел из Севастополя к мысу Калиакра для прикрытия судов, доставлявших в порты Румелии снабжение для армии.
После крейсирования в районе Коварна — Варна 26 июля прибыл на рейд Варны, где в то время находилась эскадра адмирала А. С. Грейга. С 27 по 29 июля участвовал в бомбардировке крепости, а с 6 августа по 12 сентября в составе отряда капитана 1 ранга Н. Д. Критского выходил в крейсерство к проливу Босфор. 17 августа отряд подошёл к крепости Инада и, обстреляв турецкие батареи, высадил десант, взявший крепость.
5 октября «Рафаил» вышел из капитулировавшей Варны с тем, чтобы доставить в Одессу пленённого Юсуф-пашу со свитой. После этого, 11 ноября, в составе отряда контр-адмирала М. Н. Кумани «Рафаил» вышел из Севастополя в крейсерство в район Варна — Босфор. 11 февраля 1829 суда отряда, взяв на борт войска, вышли из Варны, 15 февраля подошли к крепости Сизополь, обстреляли береговые укрепления и высадили десант, обстрелявший крепость. 21 февраля «Рафаил» ушёл в Варну для того, чтобы доставить туда ключи от Сизополя, трофейные знамёна и пленных. 11 марта отряд Кумани начал обстрел крепости Анхиало, но поднявшийся ветер заставил отойти в море. 13 марта «Рафаил» отправился в Севастополь на ремонт и 24 апреля вернулся к эскадре, которая в то время крейсировала у пролива Босфор.
1 мая «Рафаил» во главе отряда пошёл к порту Агатополь, чтобы взять его, но из-за сильного ветра не смог высадить десант. 3 мая в составе эскадры прибыл в Сизополь, откуда вышел 10 мая и крейсировал у анатолийского берега в район Синоп — Батум.
11 мая «Рафаил» встретился с турецкой эскадрой, вышедшей из пролива Босфор, состоявшей из пятнадцати судов: шести линейных кораблей, двух фрегатов, пяти корветов и двух бригов. «Рафаил» попытался скрыться от превосходящего противника, однако ввиду маловетрия это ему не удалось и он оказался окружён. На совете офицеры решили драться «до последней капли крови», как того требовал Морской устав 1720 года, но когда начались разговоры с матросами, офицер, ведший переговоры, доложил, что команда не хочет погибать и просит сдать судно. В итоге капитан 2 ранга Семён Михайлович Стройников приказал спустить флаг и сдать корабль туркам.
Император Николай I в своём Высочайшем указе от 4 июня 1829 года повелел в случае возвращения фрегата сжечь его:

Уповая на помощь Всевышнего, пребываю в надежде, что неустрашимый Флот Черноморский, горя желанием смыть бесславие фрегата «Рафаил», не оставит его в руках неприятеля. Но когда он будет возвращен во власть нашу, то, почитая фрегат сей впредь недостойным носить Флаг России и служить наряду с прочими судами нашего флота, повелеваю вам предать оный огню.

«Рафаил» был переименован турками в «Фазли-Аллах» («Данный Богом») и включён в состав турецкого флота (по другим данным «Рафаил» получил название «Ниметулла», а турецкий фрегат «Фазли-Аллах» участвовал в захвате российского корабля). К середине XIX века фрегат был выведен из состава турецкого флота и новый фрегат «Фазли-Аллах» был уничтожен в Синопском сражении 18 ноября 1853 года эскадрой вице-адмирала П. С. Нахимова: корабль «Императрица Мария» стал на шпринг против фрегата и разгромил его до основания, взорвав остатки, о чём Нахимов доложил Николаю:

Воля Вашего Императорского Величества исполнена — фрегат «Рафаил» не существует.

## Судьба экипажа
После заключения мирного договора экипаж, находившийся до того в плену, был возвращён в Россию, где над офицерами состоялся суд, председательствовал в котором адмирал Грейг. Первоначально офицеры были приговорены к смертной казни, но затем приговор был смягчён: все офицеры, кроме одного мичмана (находившегося в момент сдачи в крюйт-камере и потому оправданного), были разжалованы в матросы. Один из офицеров — капитан-лейтенант Киселёв — по возвращении из плена умер в Сизополе, не дожив до суда.
Семён Михайлович Стройников, капитан II ранга, кавалер ордена Святого Георгия IV класса, был лишён званий и наград. Ходил рядовым матросом на фрегате «Поспешный». Также Стройникову было запрещено жениться, «дабы не иметь в России потомства труса и изменника». Однако, к тому времени он уже имел двух сыновей. Оба впоследствии стали контр-адмиралами.

## В культуре
История сдачи фрегата нашла отражение в романе Владислав Крапивин «Бронзовый мальчик». Герои произведения ставят под сомнения общепринятую оценку события и предполагают по ходу развития сюжета, что причиной сдачи фрегата стала не одна лишь трусость капитана Стройникова. В качестве аргумента приводится тот факт, что Стройников ранее не проявлял себя как трус и был кавалером нескольких орденов. Журналист и писатель В. В. Шигин в своей книге «Неизвестная война императора Николая I» даёт такую оценку выводам Крапивина: «Рассуждать так, как рассуждает В. Крапивин, может только человек весьма далекий от военной службы, а тем более от военно-морского флота. Боевой корабль — это не санитарная повозка, и люди идут в бой, чтобы не прикидывать, выгоднее им в данном случае сдаться сразу или чуть погодя, а для того, чтобы победить или умереть».